# Otto Eckmann

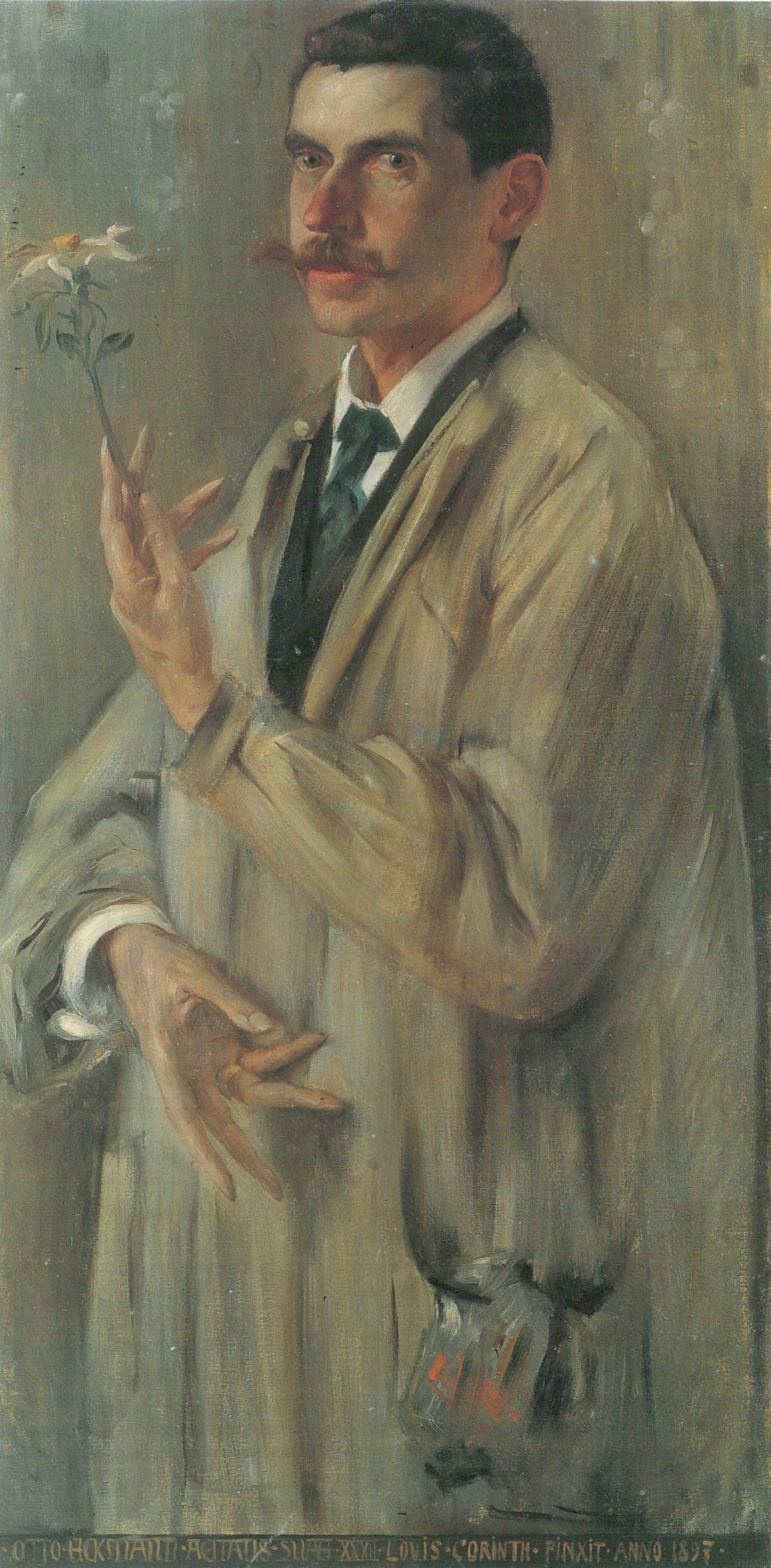
Otto Eckmann auf einem Gemälde von Lovis Corinth

Otto Eckmann (* 19. November 1865 in Hamburg; † 11. Juni 1902 in Badenweiler) war ein deutscher Maler, Grafiker und Typograf des Jugendstils. Er nutzte das Monogramm „OE“.

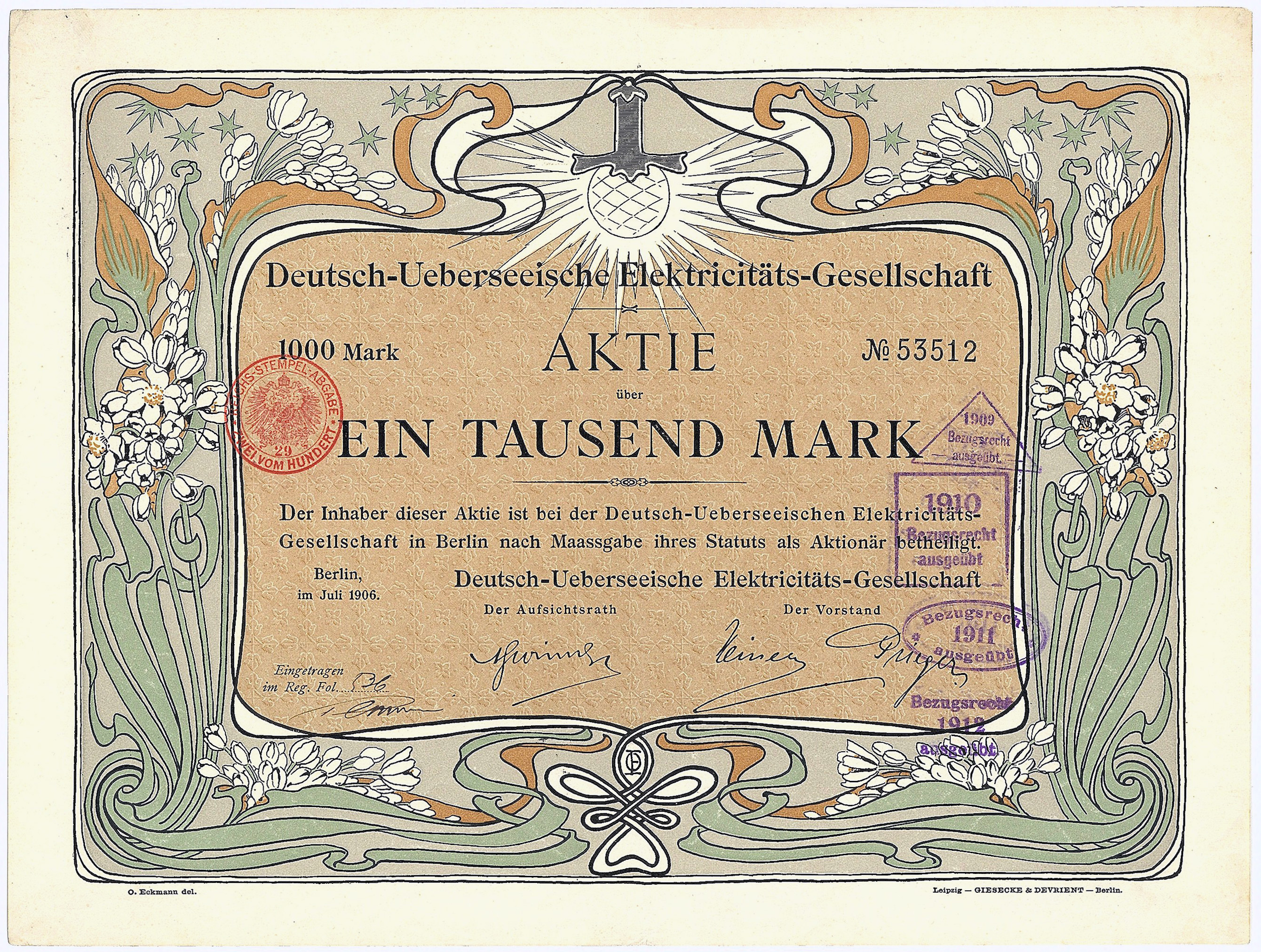
Aktie der Deutsch-Ueberseeischen Elektricitäts-Gesellschaft über 1.000 Mark, ausgestellt in Berlin im Juli 1906. Mit Faksimileunterschrift Arthur von Gwinner (Vorstand Deutsche Bank) als Aufsichtsratsvorsitzender. Die graphische Gestaltung der Aktie stammt von dem Jugendstil-Künstler Otto Eckmann. Zweck der 1898 von der Deutschen Bank und von der AEG gegründeten Gesellschaft war die Errichtung von Elektrizitätswerken vor allem in Südamerika (Buenos Aires, Santiago de Chile, Valparaiso, Montevideo).

## Leben und Werk
Eckmann absolvierte eine kaufmännische Lehre und studierte danach an der Gewerbeschule in Hamburg und der Kunstgewerbeschule in Nürnberg (heute Akademie der Bildenden Künste Nürnberg). Anschließend besuchte er 1883 die Akademie der bildenden Künste München.
Nicht ohne Erfolg arbeitete er bis 1894 als Maler. Später wandte sich Eckmann dem Grafikdesign sowie Entwürfen für das Kunsthandwerk zu, insbesondere für Teppichwebereien.
Eckmann wurde durch das Werk von Walter Crane inspiriert und gehörte zu den Hauptvertretern der floralen Richtung des Jugendstils. Zunächst widmete er sich der Landschaftsmalerei, arbeitete aber später hauptsächlich als Designer und Grafiker. Er schuf Titel und Ornamente für die Zeitschriften Pan und Jugend sowie das Signet des S. Fischer Verlags. Als Mitarbeiter der Kunstwebschule Scherrebek schuf er mit dem Wandbehang Fünf Schwäne „eines der Wappenbilder des Jugendstils“.
Im Auftrag von Karl Klingspor, dem damaligen Leiter der Rudhardschen Schriftgießerei in Offenbach, zeichnete Eckmann 1899 ein neues Alphabet für den Letterndruck. Damit schuf er die nach ihm benannte Schrifttype Eckmann, die bis heute die meistverwendete Jugendstilschrift darstellt.

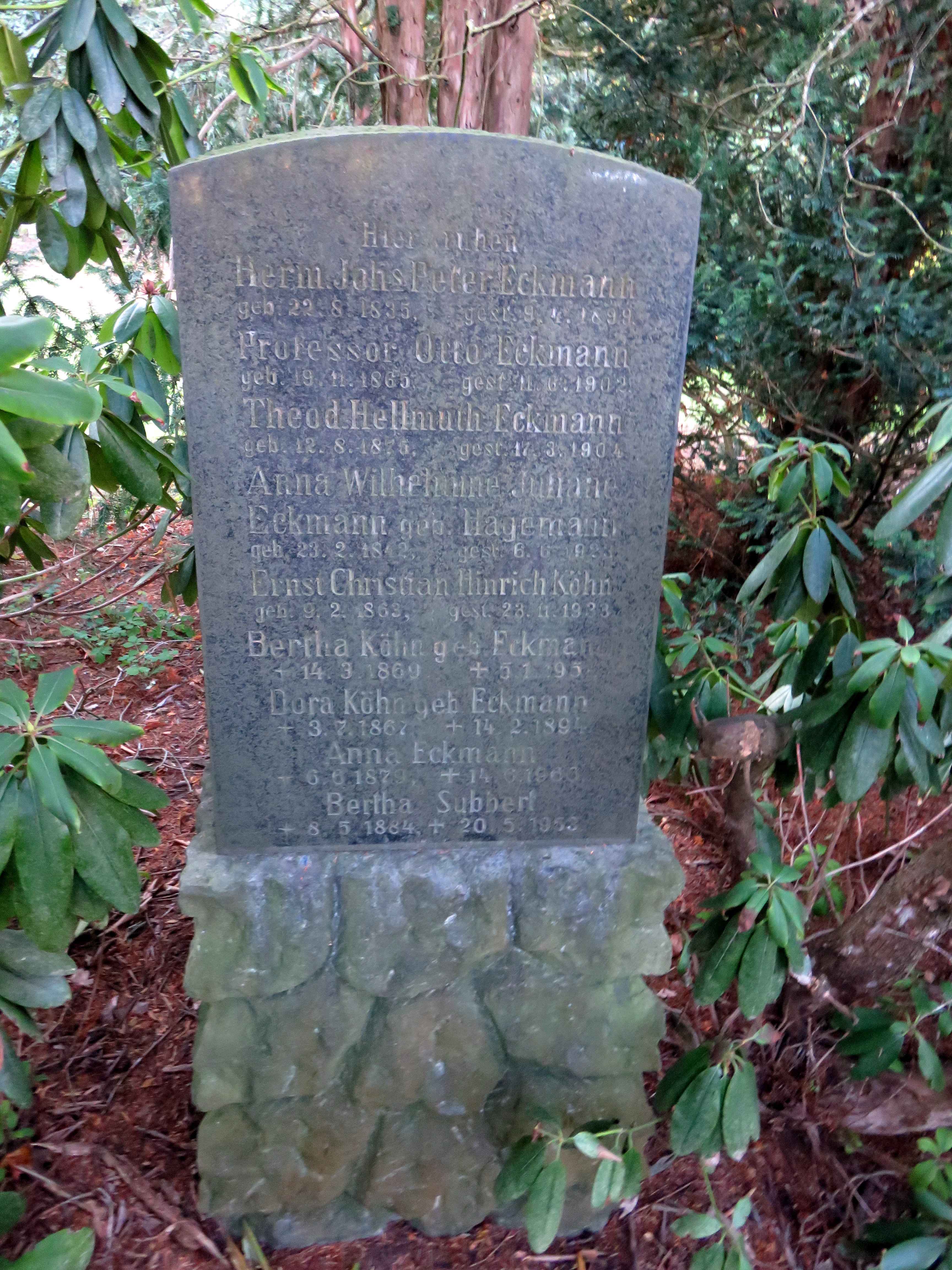
Grabstätte auf dem Friedhof Ohlsdorf

Um 1902 entwarf er für den Kölner Schokoladeproduzenten Ludwig Stollwerck Sammelbilder für ein Honorar von 1000 Mark.
Otto Eckmann war verheiratet mit Mascha von Kretschman, der Schwester von Lily Braun. Er starb im Alter von 36 Jahren während eines Kuraufenthaltes in Badenweiler an Tuberkulose.
Auf dem Ohlsdorfer Friedhof in Hamburg befindet sich bei Planquadrat T 2 südlich vom Bestattungsforum ein Grabstein für Otto Eckmann.
Der Eckmannsweg in Hamburg-Barmbek ist nach ihm benannt.

## Galerie

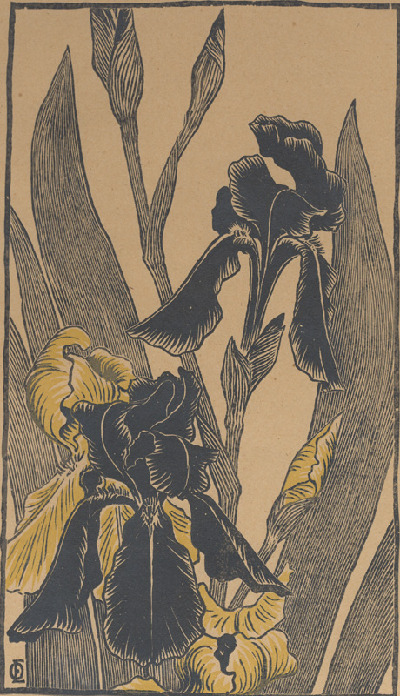
Schwert-lilien, 1895
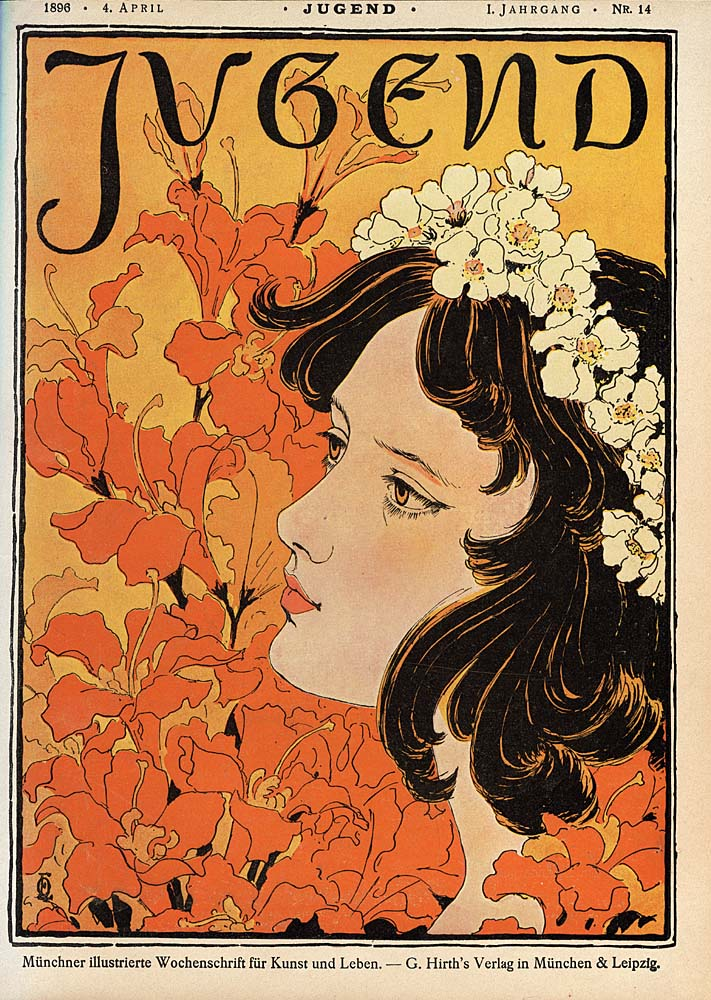
Deckblatt der Zeitschrift Jugend, gestaltet von Otto Eckmann, 1896
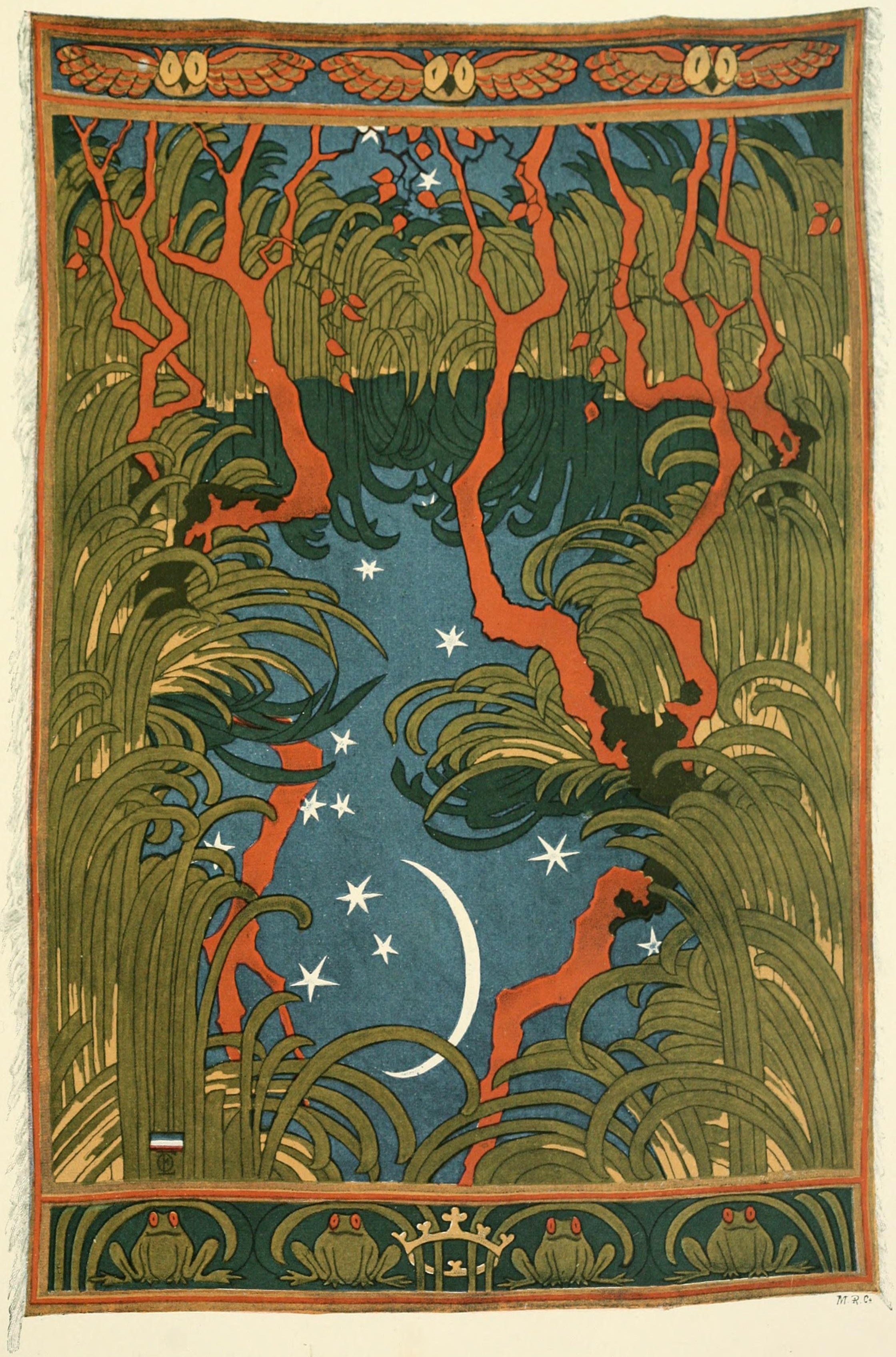
Waldteich
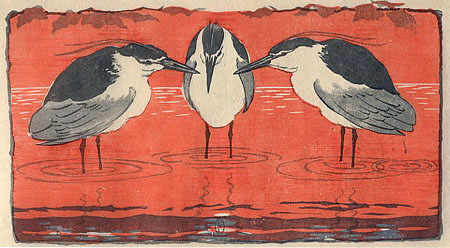
Nachtreiher, Holzschnitt 1896
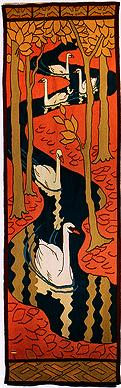
Fünf Schwäne, 1897
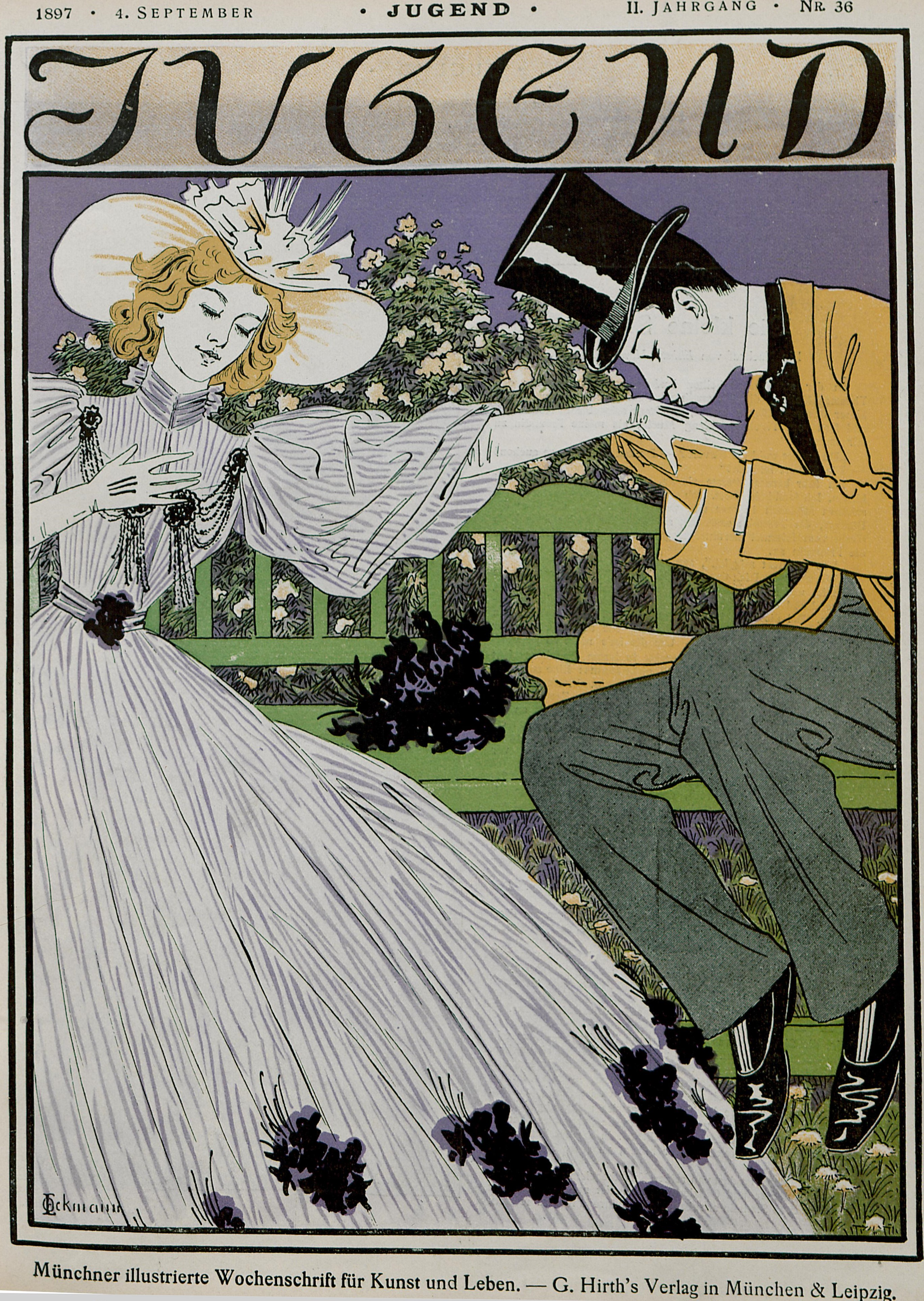
Jugend, Deckblatt von 1897
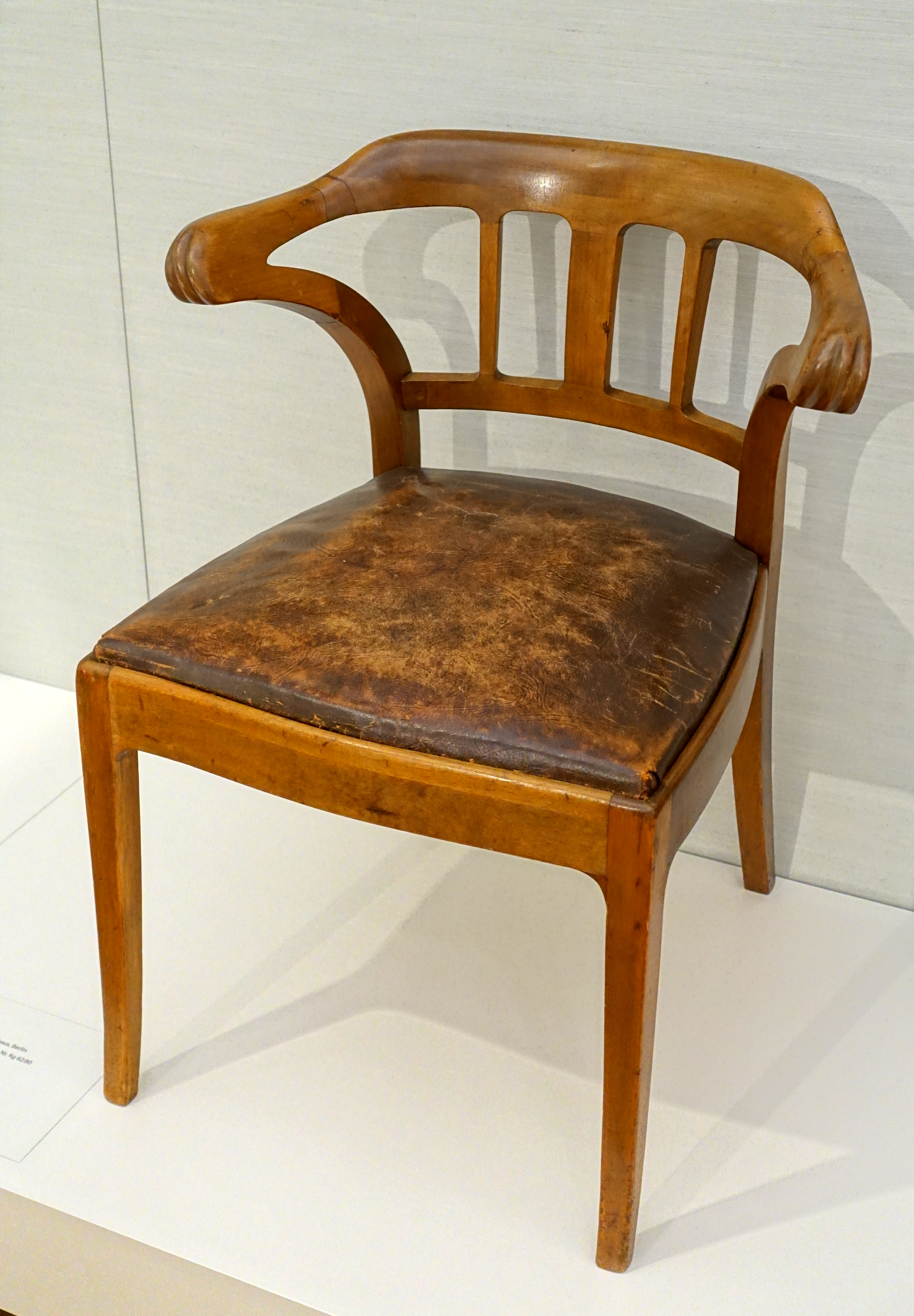
Armstuhl. um 1898
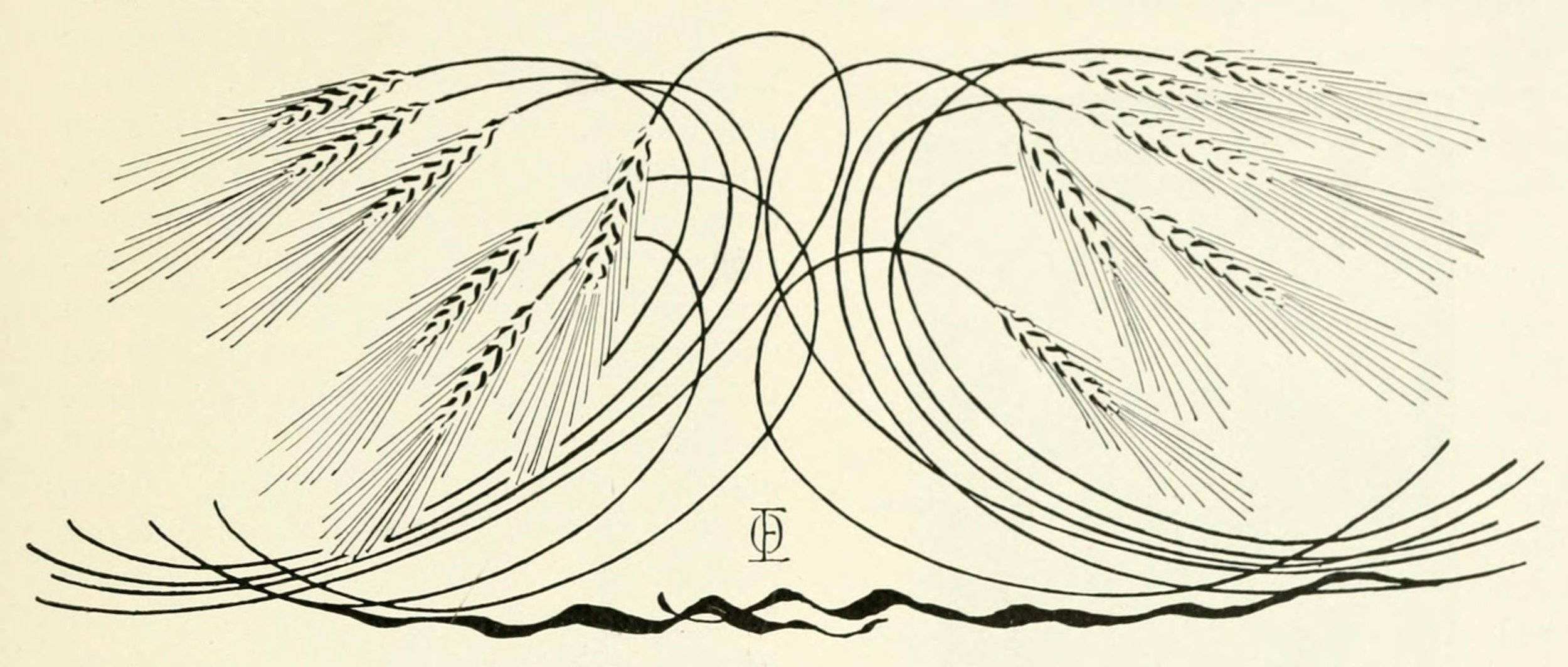
Blé
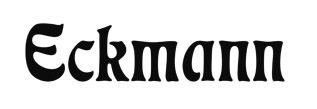
Beispiel der Schriftart Eckmann
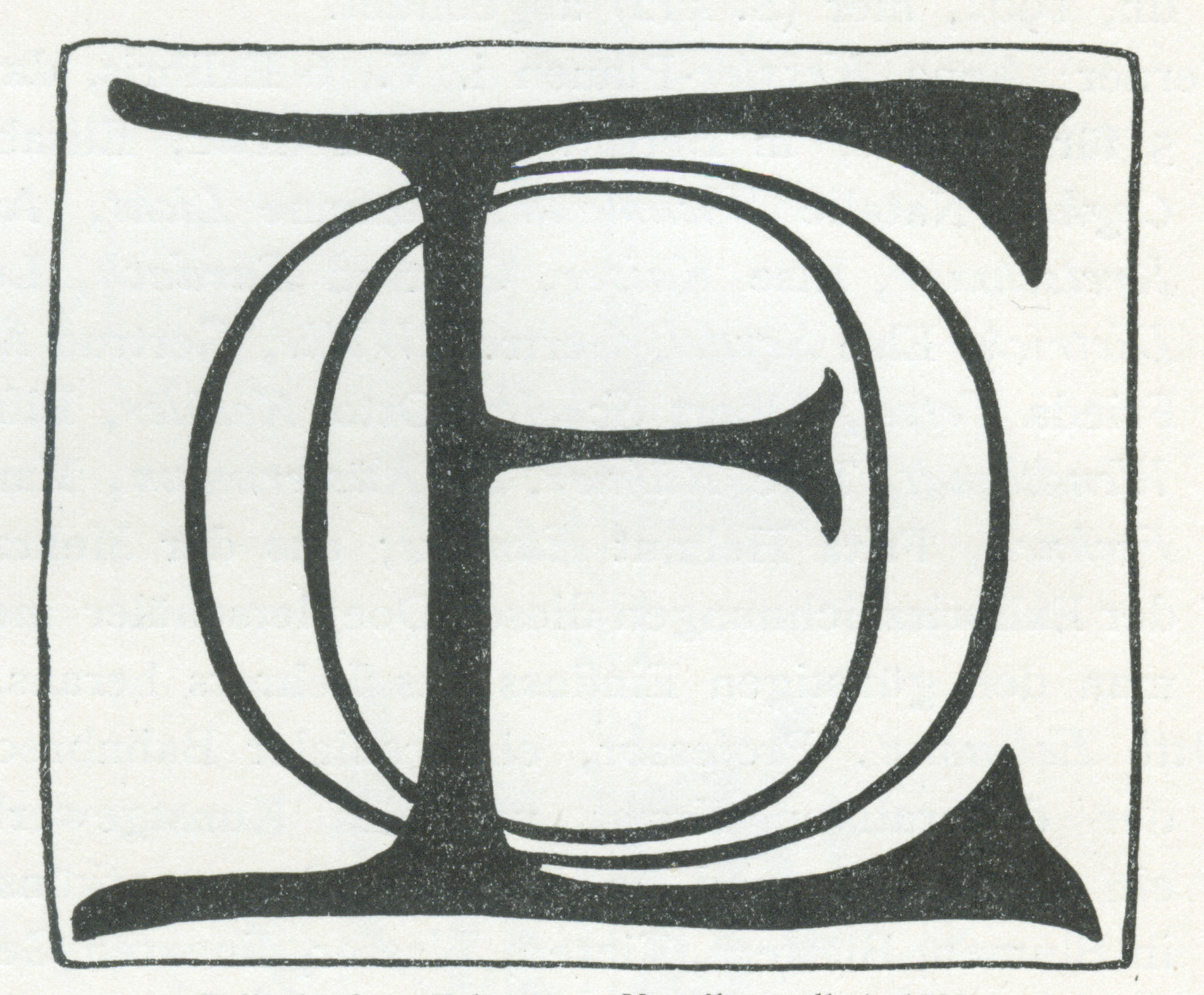
Exlibris Otto Eckmann

## Ausstellungen (Auswahl)
- 2019: Hamburger Schule – Das 19. Jahrhundert neu entdeckt (12. April bis 14. Juli), Hamburger Kunsthalle.